# Instituto de Investigaciones Aeronáuticas y Espaciales
El Instituto de Investigaciones Aeronáuticas y Espaciales (IIAE) fue un organismo de aeronáutica argentino, creado como Instituto Aerotécnico (IA) el 20 de octubre de 1943 por decreto-ley n.º 11 822-BAP n.º 2057 y ratificado por ley n.º 12 911, dependiente originalmente de la Dirección General de Material Aeronáutico del Ejército de la República Argentina. El mismo contaba con personal, instalaciones y medios de la entonces Fábrica Militar de Aviones (FMA) en la provincia de Córdoba.
Su objetivo era la unificación de conocimientos y materiales de la técnica aeronáutica. Al crearse la Secretaría de Aeronáutica en 1944, el Instituto pasa también a cubrir un importante papel en el diseño y desarrollos de aeronaves que luego realizaba la FMA o la industria privada. Desarrolló e integró numerosos proyectos, que variaron en designación, utilizándose la nomenclatura "I.Ae." y más tarde "I.A." o "IA".
A partir del 3 de noviembre de 1961 es reestructurado y se convierte en el Instituto de Investigaciones Aeronáuticas y Espaciales (IIAE), dependiente de la Dirección Nacional de Fabricación e Investigación Aeronáutica (DINFIA, ex-Industrias Aeronáuticas y Mecánicas del Estado).